# 사천 백운암 대방광원각수다라요의경(권4)
사천 백운암 대방광원각수다라요의경(권4)(泗川 白雲庵 大方廣圓覺修多羅了義經(卷4))은 대한민국 경상남도 사천시 사천읍, 백운암에 있는 책이다. 2015년 1월 15일 경상남도의 유형문화재 제569호로 지정되었다.

## 지정 사유
이 책은 693년에 북인도의 승려 불타다라(佛陀多羅)에 의해 한역된 것으로, 우리나라에서는 불교의 소의경전(所依經典) 가운데 하나로 불교전문강원 사교과(四敎科) 과정의 필수과목으로 학습되어 널리 유통되고 있다.
이 책의 판본으로는 1464년(세조 10) 간경도감에서 조조(彫造)된 것이 있으며 1464년 간경도감본을 복각하여 무등산(無等山) 안심사(安心寺)에서 1570년(선조 3)에 중간(重刊)한 것이 국립중앙도서관에서 확인된다. 규장각에도 1882년(고종 19)에 간행된 것과‚ 1883년(고종 20) 천마산(天磨山) 봉인사판(奉印寺板)이 확인되며, 이외에도 간행연대를 알 수 없는 옛 판본도 전한다.
본서는 본문에 묵서보충한 부분이 있고 1장이 결락된 것으로 확인된다.
이 책 속에서 정확한 간행기록은 보이지 않는다. 하지만, 본문내용의 인출 상태로 보아 그 제작연대는 17세기로 추정되는 귀중한 자료이므로 “경상남도 유형문화재”로 지정한다.

## 참고 자료
- 사천 백운암 대방광원각수다라요의경(권4) - 국가유산청 국가유산포털